# Centro Cultural Vila Flor
O Centro Cultural Vila Flor é um equipamento cultural localizado na Avenida D. Afonso Henriques, em Guimarães. É o principal equipamento cultural de Guimarães. Concluído em Setembro de 2005, nasceu da recuperação do Palácio Vila Flor e espaços envolventes, uma obra do Gabinete Pitágoras.

## História do Palácio Vila Flor

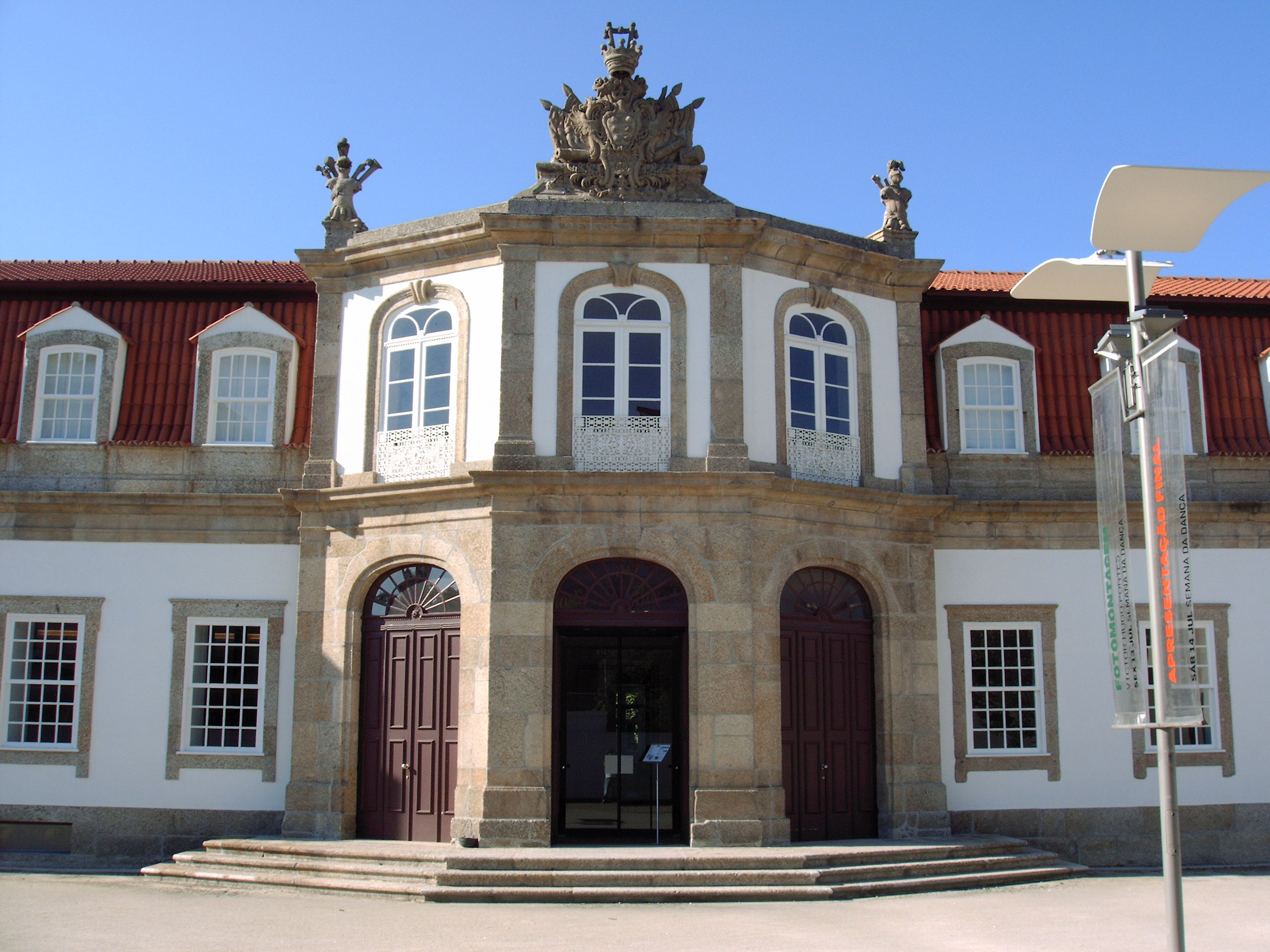
Entrada principal do Palácio Vila Flor

O Palácio Vila Flor, mandado construir por Tadeu Luís António Lopes de Carvalho de Fonseca e Camões no século XVIII. Mais tarde passa para a posse da família Jordão, que completou a obra iniciada por Tadeu Luís. É um edifício marcante no desenrolar da história vimaranense. Em 1853 recebeu a Rainha D. Maria II que, por decreto de 23 de Junho desse mesmo ano, elevou a então vila de Guimarães a cidade. Em 1884, foi o espaço para a realização da I Exposição Industrial e Comercial de Guimarães. Adquirido pelo município de Guimarães em 1976, serviu como local para albergar o Pólo de Guimarães da Universidade do Minho, academia de música, oficina de teatro e local para aulas de formação profissional.
Os Jardins de buxo do Palácio Vila Flor, com uma vista privilegiada sobre a cidade de Guimarães e os seus monumentos, como o Paço dos Duques de Bragança e o Castelo de Guimarães, foram o local de realização de importantes eventos, como os festejos comemorativos da aclamação do rei D. José I, em 1750. Após a compra do Palácio pela Câmara Municipal de Guimarães, parte dos jardins serviram como horto municipal.

## O Centro Cultural

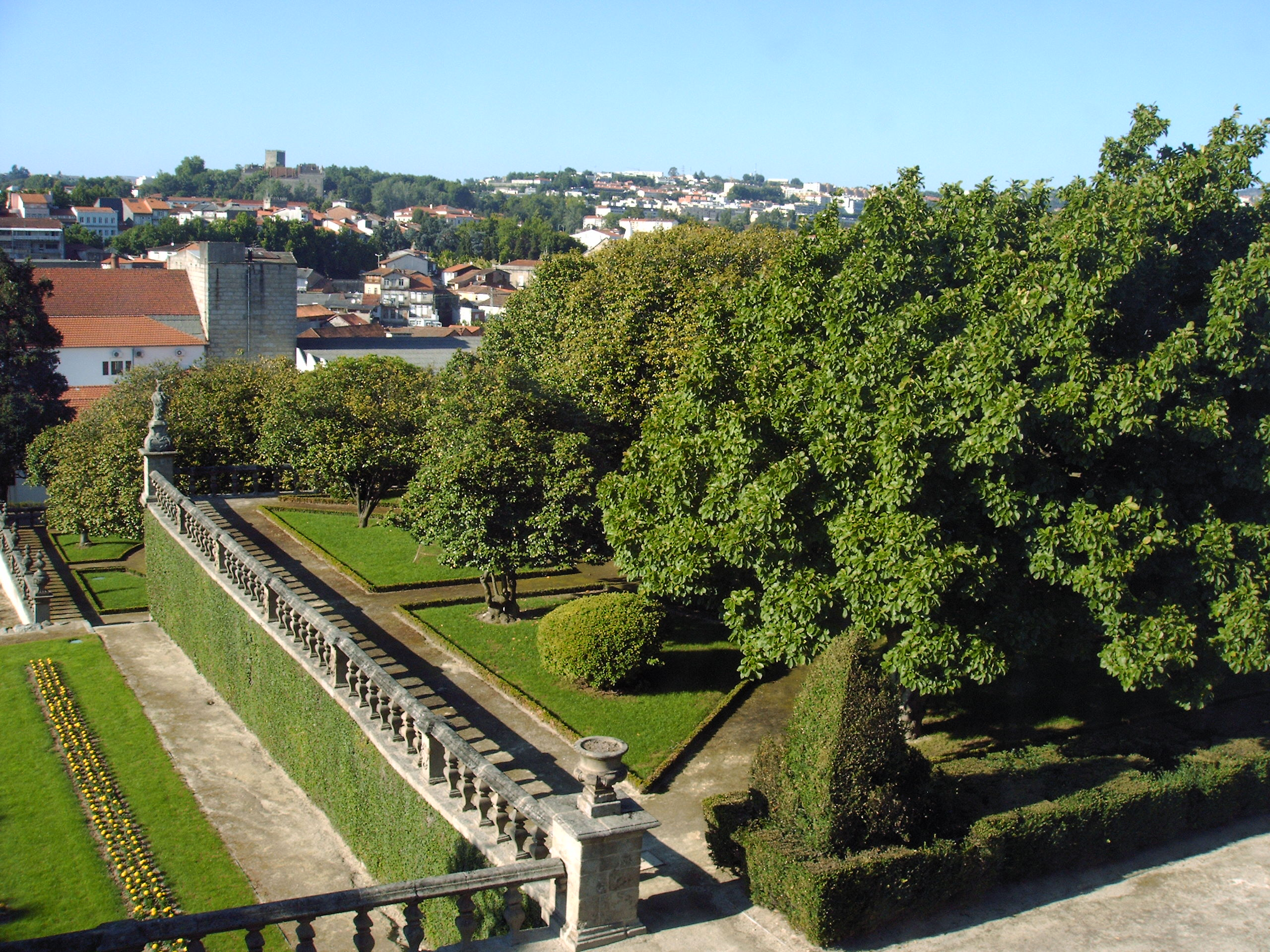
Jardins do Palácio Vila Flor

O Centro Cultural Vila Flor é fruto do restauro do Palácio Vila Flor e seus Jardins, e da construção de um novo edifício para a sala de espectáculos. O restauro promovido pela Câmara Municipal de Guimarães foi concedido por concurso público ao Gabinete Pitágoras arquitectos. O novo edifício para o teatro, de grandes dimensões, conjuga-se com o oitocentista Palácio de estilo Barroco e os seus Jardins. Inaugurado no dia 17 de Setembro de 2005 com o concerto dos Madredeus, o Centro Cultural Vila Flor tem um grande auditório com capacidade para cerca de 800 lugares e um pequeno auditório com 200 lugares. O novo edifício alberga ainda um restaurante, o Café Concerto e os serviços administrativos. O restaurado Palácio, com uma área expositiva de cerca de 1000 metros quadrados, alberga também a sede da Assembleia Municipal. Os recuperados Jardins do Centro Cultural Vila Flor receberam, em 2006, a Menção Honrosa na categoria Espaços Exteriores de Uso Público do Prémio Nacional de Arquitectura Paisagista.